# Ciceley
Ciceley, née Marie-Cécile Desclée de Maredsous[réf. nécessaire], est une artiste-peintre belge née le 7 juillet 1942 à Tournai (Mont-Saint-Aubert), dont la spécificité est de décliner l’art du pastel, pastel sec ou pastel gras, en association avec toutes les techniques pouvant être combinées à celui-ci (notamment fusain, crayon, encre de chine, gouache, aquarelle, collages).
La technique du pastel est utilisée par un certain nombre de grands peintres qui sont aussi des pastellistes renommés, tels les portraits de Maurice-Quentin de La Tour, les paysages de l’impressionniste Alfred Sisley ou du nabi Vuillard, les tutus vaporeux des danseuses d’Edgar Degas, les compositions abstraites de Paul Klee, les paysages d’Odilon Redon, ou encore les portraits de Picasso . 
Commencée dans les années 1990, sa production comprend à ce jour une cinquantaine d’œuvres.  
Ses études à l’Académie des Beaux-Arts de Braine-l’Alleud lui ont apporté la maîtrise du dessin, que l’on retrouve dans ses œuvres..
Sa maîtrise de la couleur s’est enrichie durant ses années de vie au Maroc et un grand nombre de ses pastels relèvent du courant fauviste, construits sur la base de couleurs pures et vives.
Par ailleurs, son traitement des sujets transpose la réalité dans un univers d’émotion et d’intériorité relevant de l’expressionnisme.
Sa vie à Londres lui a par ailleurs permis d’accéder à un traitement des paysages urbains qui n’est pas sans faire penser à celle du peintre belge Henri-Victor Wolvens.
L’œuvre de Ciceley a été reconnue et, après la mise en lumière de son travail par le Centre Culturel d’Uccle en 2017 ,, une rétrospective lui a été consacrée à l'Abbaye de Maredsous du 20 octobre 2018 au 3 janvier 2019 ,,,,,.